# Agelasta latefasciata
Agelasta latefasciata är en skalbaggsart som beskrevs av Stefan von Breuning 1939. Agelasta latefasciata ingår i släktet Agelasta och familjen långhorningar. Inga underarter finns listade i Catalogue of Life.